# بوبي باركر
بوبي باركر (بالإنجليزية: Bobby Parker)‏ (11 نوفمبر 1952 - ) هو لاعب كرة قدم بريطاني في مركز الدفاع. لعب مع كوين أوف ساوث.

## وصلات خارجية
- بوبي باركر على موقع قاعدة بيانات كرة القدم.إي يو (الإنجليزية)